# Список судинних рослин України — сапіндоцвіті
Список місцевих рослин України з порядку сапіндоцвіті є продовженням Списку судинних рослин України. Сапіндоцвіті (Sapindales) в рідній флорі України представлені родинами: фісташкові (Anacardiaceae), рутові (Rutaceae), сапіндові (Sapindaceae).

### Місцеві сапіндоцвіті (Sapindales)
| №  | Вид                                                                    | Розповсюдження в Україні | Джерело інформації | Родина                     | Зображення |
| -- | ---------------------------------------------------------------------- | --- | ------------------ | -------------------------- | ---------- |
| 1  | Рай-дерево звичайне Cotinus coggygria Scop.                            | На сухих кам'янистих схилах, вапнякових та крейдяних оголеннях, по лісових галявинах, узліссях, світлих лісах, серед чагарників — у Лісостепу та Степу, розсіяно; часто в Середньому Придністров'ї, на Пд. Бугу, Сів. Дінцю, а також по всьому гірському Криму; широко культивують на всій території | [ 2 ]              | Фісташкові (Anacardiaceae) |            |
| 2  | Фісташка туполиста Pistacia atlantica Desf.                            | На сухих кам'янистих схилах — на ПБК (від Балаклави до Карадагу), а також у передгір'ях Кримських гір (Севастополь - Бахчисарай), звичайний. У ЧКУ має статус «неоцінений» | …                  | …                          |            |
| 3  | Сумах дубильний Rhus coriaria L.                                       | На сухих кам'янистих схилах, особливо на сланцях, у складі соснових та ялівцевих лісів, чагарникових заростей — у нижньому та середньому поясах гірського Криму | [ 3 ]              | …                          |            |
| 4  | Ясенець білий Dictamnus albus L., у т. ч. Dictamnus gymnostylis Steven | У світлих лісах, серед чагарників, на узліссях байрачних лісів, кам'янистих схилах — у Лісостепу (півд. ч.) та Степу (Луганська й Донецька області), а також у гірському Криму. У ЧКУ має статус «рідкісний»                                                                                         | [ 4 ]              | Рутові (Rutaceae)          |            |
| 5  | Цілолист запашний Haplophyllum suaveolens (DC.) G.Don                  | На сухих степових схилах, вапняково-кам'янистих відслоненнях — на півдні Лісостепу (Одеська і Донецька області) і в Степу, б. м. звичайно; в Криму, рідко (Євпаторійський р-н і Керченський півострів, гора Опук)                                                                                    | [ 4 ]              | …                          |            |
| 6  | Цілолист голий Haplophyllum thesioides (Fisch. ex DC.) G.Don           | На вапнякових, кам'янистих і щебенистих схилах — майже по всьому Криму (не вказано для Тарханкутського півострова), зрідка | …                  | …                          |            |
| 7  | Рута запашна Ruta graveolens L., у т. ч. Ruta divaricata Ten.          | На сухих кам'янистих та щебенистих схилах, у чагарниках – у Криму (передгір'я та ПБК) | …                  | …                          |            |
| 8  | Клен польовий Acer campestre L.                                        | У лісах, на лісових узліссях, серед чагарників; культивується в садах та парках — майже по всій території | [ 5 ]              | Сапіндові (Sapindaceae)    |            |
| 9  | Acer hyrcanum Fisch. & C.A.Mey., у т. ч. Acer stevenii Pojark.         | У підлісках букових лісів – у гірському Криму (середній та верхній пояси, яйла) | …                  | …                          |            |
| 10 | Клен звичайний Acer platanoides L.                                     | У лісах, парках, вуличних насадженнях, полезахисних лісових смугах — по всій території | …                  | …                          |            |
| 11 | Клен татарський Acer tataricum L.                                      | На лісових узліссях, у степових чагарниках — майже по всій території, зазвичай у Лісостепу та на півночі Степу | …                  | …                          |            |
| 12 | Явір Acer pseudoplatanus L.                                            | У лісах — у Карпатах і на Правобережжі; культивують у парках і насадженнях, вздовж вулиць | [ 6 ]              | …                          |            |